# Софија Ђорђевић
Софија Цоца Ђорђевић (Београд, 19. септембар 1880 — Београд, 8. август 1908) била је српска драмска глумица. Почела је да глуми са непуних 6 година у Српском народном позоришту у Новом Саду, а већ са 17 је добила стални ангажман у београдском Народном позоришту, где је убрзо постала звезда, што је остала све до своје изненадне и преране смрти, 1908. године.

## Детињство
Софија Ђорђевић рођена је 1880. године у Београду, Као ћерка драмског писца, редитеља и глумца Веље Миљковића и глумице Савке Миљковић (рођ. Стефановић, чије су две сестре, Милица-Мица Стефановић-Павковић и Стана Стефановић биле путујуће глумице).
У једној Софијиној биографији наводи се да је завршила основну школу и три разреда Лутеранске школе. Вероватно је школу похађала широм Војводине и Славоније, у местима у која су путовали и њени родитељи, који су 1883. наступали у путујућем позоришту Гавре Милорадовића.
Године 1895. прелази у Београд, где њени родитељи добијају ангажман у београдском Народном позоришту. У Београду Софија учи певање код чувеног композитора и диригента, тада капелника у Народном позоришту, Даворина Јенка.
Софијини родитељи умрли су рано. Отац 1901. у 43. години живота, а мајка 1902. у 38. години. Софија се 11. новембра 1901. удала за Милана Ђорђевића, новинара и писара у Министарству финансија. Кум на венчању био им је Бранислав Нушић.
Софија је умрла веома млада, 8. августа 1908. године, у 28. години живота.

## Глумачка каријера
Поред родитеља глумаца, одрастајући у свету театра, код Софије се врло рано пробудио урођени глумачки таленат, који се, у окружењу прослављених глумачких великана, све више испољавао и развијао. Од 1886. године до одласка родитеља из Српског народног позоришта почетком 1893, она је често наступала у представама овог позоришта у дечјим улогама. Због узраста (у периоду између 6. и 13. године) није могла постати члан позоришта, тако да нису забележени њени наступи на гостовањима (а сасвим је извесно да их је било), али су забележене све представе у којима се, у дечјим улогама, појављивала у Новом Саду.
Пред новосадском публиком Софија Ђорђевић (тада Софија Миљковић) први пут је наступила 26. јануара 1886. године као петогодишња девојчица, у улози мале Данице у позоришној игри „Граничари” Јосипа Фрајденрајха, а последњи пут 7. јануара 1892. у улогама Амора и Писмоноше Илија у комаду „Сељаку као милионару” Фердинанда Рајмунда. У тих шест година одиграла је пред новосадском публиком већи број дечјих улога, неке и по више пута, па је чак у неколико махова својим талентом и слободним понашањем на сцени привлачила пажњу и новосадске позоришних критичара, који више пута похвално помињу њену глуму у часопису „Позориште”.
После преласка њених родитеља у београдско Народно позориште, Софија се креће у позоришним круговима, али је тек 30. октобра 1895. године примљена у позориште као волонтерка и чланица хора. У том својству наступила је у својој првој улози на београдској сцени, као Јулка у „Шумској ружи” В. Милера-Кенигсвинтера. У новембру 1897. добија стални ангажман, а већ 1898. године Матош открива у њеној игри „праву поезију, лепоту и богатство природе и свесрдну преданост позиву”. Од тада полако али сигурно осваја простор на сцени Народног позоришта, ушавши у велики репертоар и уз Милку Гргурову, Велу Нигринову и Зорку Коларовић-Теодосић постала, у женском ансамблу, највећа звезда београдске сцене.
У првој половини 1906. године око шест месеци је била на студијском боравку у Паризу, где из вечери у вече посећујући позориште, остварујући везе са француским глумцима. По повратку у Београд наступала у свом матичном позоришту, бележећи успех за успехом. Почетком 1908. године са ансамблом београдског Народног позоришта гостује у Новом Саду, у улози Олге у „Голготи” Уроша Предића. Публика у Српском народном позоришту поздравила ју је овацијама.
Круг пријатеља младог пара Ђорђевић чинили су људи од имена и образовања - Богдан Поповић, Урош Петровић, Стеван Луковић, Јанко Веселиновић и други. Многи од њих су посебно за Цоцу писали комаде у којима је она играла главну улогу. Стално је била у центру уметничких догађаја, а пре и после представа живела динамичан и узбудљив живот. Тај интензивни темпо живота на позорници и ван ње убрзао је њен прерани крај. Глумица без авантура и вољена од свих, пријатеља, публике, критичара, 1908. године, у 28. години живота.
Милан Грол је у књизи „Из позоришта предратне Србије” о Софији Цоци Ђорђевић написао:
| „ | За само дванаест година каријере Софија Ђорђевић успела је у ономе што је највећа амбиција глумца: да себи створи једну особену фигуру, у којој се не понавља ништа што је било пре ње и што ће доћи после ње. А успела је једном особеном комбинацијом одлика, међу којима су се показивале нарочито: фина осетљивост душевна и духовна, грација једног малог створења, чедног у осећању и у исти мах оштро проницавог у запажању и суђењу. | ” |

## Улоге

### Српско народно позориште
- Даница (Граничари),
- Флерета (Звонар Богородичине цркве),
- Карло (Очина маза),
- Лиза, Јован (Распикућа),
- Хуго (Робијашева ћерка),
- Мијат (Нови племић),
- Девојчица (Дебора),
- Јоса (Распикућа),
- Џемс (Монтроз),
- Хуго (Фабрицијусова ћерка),
- Синиша (Смрт краља Стевана Дечанског),
- Амор, Или (Сељак као милионар),
- Ћајаџија (Војнички бегунац),
- Милка (Радничка побуна),
- Девојче (Гроф Монте Христо),
- Стевица (Стари бака и његов син хусар)[2]

### Народно позориште
За 12 година, колико је трајала њена каријера у београдском Народном позоришту, Софија Ђорђевић одиграла је 120 представа, између осталих и:
- Јулка (Шумска ружа)
- Џесика (Млетачки трговац),
- Кларица (Егмонт),
- Нишета (Дама с камелијама)...[1]

Креације у представама "Гаврани", "Драгана" "Чардашком живот" и "Арлезијанка" такође су мали део њеног богатог глумачког репертоара.